# Rodrigo Díaz Worner
Rodrigo Díaz Worner (13 de junio de 1967) es un trabajador social, político y relacionador público chileno, exmilitante del Partido Demócrata Cristiano (PDC). Entre 2021 y 2025 se desempeñó como Gobernador Regional del Biobío.
Anteriormente se desempeñó como Intendente del Biobío (2014-2018) y Gobernador Provincial de Concepción (2004-2007). Actualmente es uno de los investigados por el Caso fundaciones sobre transferencias irregulares de recursos -a fundaciones-.

## Vida personal

### Estudios
Es Asistente Social del Instituto Diego Portales y Trabajador Social de la Universidad Católica del Maule en 1989, además, cuenta con un magíster en Comunicación Estratégica y Negocios, otro en Humanidades y otro en Comunicación Estratégica todos de la Universidad del Desarrollo, y posee también un Diplomado en "Habilidades Directivas" de la Universidad de Chile. Además es egresado de Derecho en la Universidad de Concepción.

### Familia
Rodrigo está casado con Yanina Cárdenas Artigas, con quien tiene 3 hijos, Sebastián, Cristóbal y Amparo Díaz Cárdenas; con quienes vive en su residencia ubicada en Concepción, Región del Biobío.

## Política
En el ámbito político y social, fue Vicepresidente de la Federación de Estudiantes de la Universidad de Concepción (FEC) y ha integrado numerosos directorios de organizaciones sociales tales como Un Techo Para Chile, COALIVI y Hogar de Cristo en el Biobío.
Fue Gobernador de la Provincia de Concepción entre los años 2004 y 2007, asimismo, se desempeñó como Secretario Regional Ministerial de Gobierno entre 2007 y 2008, y también fue director Regional del CONACE. Ejerció, además, como Intendente de la región del Biobío durante le segundo mandato de Michelle Bachelet, entre 2014 y 2018.
En 2021, y tras su renuncia al Partido Demócrata Cristiano, se postuló como candidato independiente a la Gobernación Regional del Biobío, siendo electo en segunda vuelta con un 71,36% de los votos.

## Historial electoral

### Elecciones municipales de 2008
- Elecciones municipales de 2008, para el Concejo Municipal de Concepción.[6]

(Se consideran sólo los candidatos con más del 0,6% de los votos)
| Candidato                           | Pacto                    | Partido | Votos  | %      | Resultado |
| ----------------------------------- | ------------------------ | ------- | ------ | ------ | --------- |
| Enrique van Rysselberghe Herrera    | Alianza                  | UDI     | 29 520 | 31,85% | Concejal  |
| Álvaro Ortiz Vera                   | Concertación Democrática | PDC     | 12 389 | 13,37% | Concejal  |
| Rodrigo Díaz Worner                 | Concertación Democrática | PDC     | 8 452  | 9,12%  | Concejal  |
| Christian Paulsen Espejo-Pando      | Alianza                  | RN      | 5 253  | 5,67%  |           |
| Andrea Aste Von Bennewitz           | Concertación Progresista | PPD     | 4 415  | 4,76%  |           |
| Escequiel Domingo Riquelme Figueroa | Por un Chile limpio      | ILA     | 3 324  | 3,59%  | Concejal  |
| Juan Inostroza Leiva                | Concertación Democrática | PS      | 3 151  | 3,40%  |           |
| Héctor Muñoz Uribe                  | Por un Chile limpio      | PRI     | 2 811  | 3,03%  |           |
| Fernando González Sánchez           | Alianza                  | UDI     | 2 106  | 2,27%  | Concejal  |
| Álex Iturra Jara                    | Juntos Podemos Más       | PCCh    | 1 902  | 2,05%  |           |
| Edelmira Carrillo Paz               | Concertación Democrática | PS      | 1 468  | 1,58%  |           |
| Alejandra Smith Becerra             | Concertación Democrática | PDC     | 1 423  | 1,54%  | Concejala |
| Patricio Lynch Gaete                | Alianza                  | UDI     | 1 388  | 1,50%  | Concejal  |
| Pamela Alejandra Santos Vergara     | Por un Chile limpio      | PRI     | 1 333  | 1,44%  |           |
| Jorge Condeza Neuber                | Alianza                  | ILE     | 1 325  | 1,43%  |           |
| Eduardo José De La Barra Vega       | Concertación Progresista | PRSD    | 1 160  | 1,25%  |           |
| Rodrigo Alarcón Quezada             | Juntos Podemos Más       | PCCh    | 1 102  | 1,19%  |           |
| Juan Guillermo Cruz Rivera          | Concertación Progresista | PPD     | 1 028  | 1,11%  |           |
| Raúl Ruiz Vallejos                  | Juntos Podemos Más       | ILD     | 890    | 0,96%  |           |
| Guillermo Fernández Stevenson       | Alianza                  | RN      | 873    | 0,94%  |           |
| José Miguel Zapata Vergara          | Concertación Democrática | PS      | 795    | 0,86%  |           |
| Jorge Aguayo Cerro                  | Juntos Podemos Más       | ILD     | 786    | 0,85%  |           |
| Antenor Uribe Vergara               | Concertación Democrática | PS      | 724    | 0,78%  |           |
| Patricio Kuhn Artigues              | Alianza                  | UDI     | 631    | 0,68%  | Concejal  |

### Elecciones de gobernadores regionales de 2021
- Elecciones de Gobernadores Regionales 2021, para gobernador por la Región del Biobío (Primera vuelta).

|  | 27,51 % |

|  | 19,36 % |

|  | 15,01 % |

|  | 14,27 % |

|  | 9,52 % |

|  | 9,32 % |

|  | 3,41 % |

|  | 1,60 % |

|  | 91,51 % |

|  | 2,78 % |

|  | 5,71 % |

|  | 100,00 % |

|  | 41,23 % |

- Elecciones de Gobernadores Regionales 2021, para gobernador por la Región del Biobío (Segunda vuelta).

|  | 71,36 % |

|  | 28,64 % |

|  | 98,08 % |

|  | 1,42 % |

|  | 0,50 % |

|  | 100 % |

|  | 13,68 % |